# 阮昭雄
阮昭雄（1970年9月29日—），臺灣政治人物，民主進步黨籍，2010至2022年間連任三屆臺北市議會議員（大安區、文山區）。
2012、2016、2020年，連續三屆擔任蔡英文總統競選總部發言人。
2012年受民進黨徵召於臺北市第八選舉區（中正區水源里等10里、文山區）競選2012年中華民國立法委員選舉，但未能當選。2016年總統選舉擔任民主進步黨發言人。2020年再度受民主進步黨徵召於臺北市第八選舉區競選2020年中華民國立法委員選舉，但仍慘敗。
2021年10月，阮昭雄正式宣布爭取參選2024年立法委員選舉，同時放棄2022年議員連任，並支持赵怡翔投入台北市議員選舉。

## 早年
阮昭雄出生於彰化，曾就讀臺南市立永福國小，後來隨家庭遷居臺北市，轉學進入臺北市中山區中正國民小學。國中畢業於臺北市立大同國中。之後先後進入臺北市立南港高工機工科與臺北市立中正高中就讀。高中階段，即投身義務役軍旅生涯，服役完考入世新大學就讀。從高中時期便開始關注公共議題，就讀於世新大學期間加入第三屆新文化工作隊，第四屆時擔任幹部，致力參與學生公民運動。

## 政治生涯
1998年，阮昭雄加入民主進步黨。
2001年，擔任民進黨中央黨部青年部主任，首次創立青年國會助理研習班。
2005年，在謝長廷擔任行政院長期間，被委任為秘書長室機要秘書。
2006年，擔任謝長廷台北市長競選辦公室文宣部主任兼發言人。
2007-2008年，擔任謝長廷總統競選辦公室活動部執行長。
2008年總統大選後，政黨再次輪替，選戰失利後的民主進步黨內部陷入空前的低潮，時任民進黨中央黨部台灣民主學院副主任的阮昭雄認為，民進黨依然可以繼續替這個社會帶來希望。而學習公共政策和公共關係出身的他覺得民主自由本來就是由競爭與合作才能更加進步，選舉就是在反映民意，民進黨更應該虛心檢討。
2009年，還在擔任民主學院副主任的阮昭雄，接受黨中央派令帶領輔選團隊進駐雲林立委補選為黨籍候選人劉建國輔選，而劉建國的當選替民進黨帶來2008年總統大選後的第一場勝利。隨後阮昭雄更隨即帶領競選團隊，進駐桃園縣三合一選舉，協助桃園縣長候選人鄭文燦，選後鄭文燦以四萬九千五百多票敗給吳志揚，無緣當選。
2010年，首次受民主進步黨提名，參選台北市議員（大安區、文山區）並當選。
2012年，蔡英文宣布參選總統，阮昭雄擔任蔡英文初選辦公室發言人。同年，接受民進黨中央徵召，參選臺北市第八選舉區（文山區及中正區十個里）立法委員，投入對民進黨而言的艱困選區，雖選舉失利，但仍在台北市議會問政。
2014年10月18日，阮昭雄接任台灣柔術總會理事長。
2014年，連任台北市議員（大安區、文山區）。
2015年，蔡英文擔任主席參選中華民國第十四任總統時，擔任民主進步黨中央黨部發言人。
2018年，第三次當選台北市議員（大安區、文山區），成功三連霸。
2019年5月，阮昭雄再度擔任總統蔡英文初選階段發言人，並協助其在黨內初選中勝出。
2019年6月，第三度擔任總統蔡英文競選發言人，全力進行輔選連任總統工作；並在2020總統大選中協助蔡英文獲得總統連任勝選。
2019年9月，接受民主進步黨徵召，投入2020立委選戰，選區臺北市第八選舉區（文山區及南中正區十個里）；但仍以約15%的大幅差距慘敗。
2021年10月，正式宣布將參選2024立法委員選舉，同時放棄2022年議員連任的機會，並支持駐美代表處前政治組長「口譯哥」趙怡翔投入台北市議員選舉。
2023年1月31日，阮昭雄出任陳建仁內閣中華民國僑務委員會副委員長。2024年5月20日，获卓榮泰內閣續任。

## 個人生活
阮昭雄從小學習柔道、劍道，也喜愛路跑。

## 演出作品

### 電視劇
| 年份   | 播出頻道     | 片名            | 導演                   | 飾演           | 備註                                                                |
| 2021年 | YouTube 公視 | 《國際橋牌社2》 | 汪怡昕、林世章、孫大軍 | 斗六派出所所長 | 客串 與台灣基進黨立法委員陳柏惟、與中國國民黨副秘書長顏寬恒共同演出 |

## 著作

### 共同著作
- 阮昭雄、馬士元／合著，《台灣的防災戰略》，2017年2月發表，ISBN 9789869442305。[7]

### 報紙投書
- 阮昭雄.自由開講》台美關係加溫中 （页面存档备份，存于）.自由時報.2017-07-26</ref>。

## 外部連結
- 阮昭雄的Facebook專頁
- 阮昭雄的Instagram帳戶